# Línea M-116 (Área de Málaga)
La línea M-116 es una ruta de transporte público en autobús interurbano del Consorcio de Transporte Metropolitano del Área de Málaga. Se trata de un servicio especial implantado para ofrecer a los estudiantes de Benalmádena Pueblo, Arroyo de la Miel y Benalmádena Costa un servicio directo al Campus Universitario de Teatinos, durante el periodo lectivo universitario.

## Detalles de la línea
| Línea | Trayecto             | Recorrido y Horarios | Plano |
| ----- | -------------------- | -------------------- | ----- |
| M-116 | Benalmádena-Teatinos | Recorrido y Horarios | Plano |